# Saint-Cybardeaux
Saint-Cybardeaux és un municipi francès al departament del Charente i a la regió de la Nova Aquitània. L'any 2020 tenia 821 habitants.

## Demografia
El 2007 tenia 782 habitants. Hi havia 322 famílies. La població ha evolucionat segons el següent gràfic:

### Habitatges
El 2007 hi havia 376 habitatges, 326 eren l'habitatge principal de la família, 26 eren segones residències i 24 estaven desocupats. 370 eren cases i 5 eren apartaments. Dels 326 habitatges principals, 242 estaven ocupats pels seus propietaris, 71 estaven llogats i ocupats pels llogaters i 13 estaven cedits a títol gratuït; 1 tenia una cambra, 12 en tenien dues, 28 en tenien tres, 86 en tenien quatre i 199 en tenien cinc o més. 227 habitatges disposaven pel capbaix d'una plaça de pàrquing. A 142 habitatges hi havia un automòbil i a 154 n'hi havia dos o més.

## Economia
El 2007 la població en edat de treballar era de 504 persones, 365 eren actives i 139 eren inactives.
Dels 20 establiments que hi havia el 2007, 1 era d'una empresa alimentària, 1 d'una empresa de fabricació d'altres productes industrials, 11 d'empreses de construcció, 4 d'empreses de comerç i reparació d'automòbils, 1 d'una empresa d'hostatgeria i restauració i 2 d'empreses immobiliàries.
L'any 2000 hi havia 50 explotacions agrícoles que conreaven 2.304 hectàrees.

## Equipaments sanitaris i escolars
El 2009 hi havia una escola elemental.